# La Seine a rencontré Paris
Pour plus de détails, voir Fiche technique et Distribution.
La Seine a rencontré Paris est un film français documentaire de court métrage réalisé par Joris Ivens et sorti en 1957.

## Synopsis
1957. Une péniche quitte la campagne, ses bosquets et quelques vaches en amont de Paris et entre dans la capitale.
À son bord, une caméra immortalise l’époque.
La caméra filme les premiers décors urbains des rives, gazomètres et usines et décharges de ferraille, et les premiers ponts qui traversent le fleuve.
La péniche s’immobilise pour permettre d’approcher et capturer les petites scènes du quotidien. Des hommes chargent et déchargent des péniches amarrées le blé ou le gas-oil, des monts de ferraille ou de verre brisé. Des enfants jouent dans des troncs d’arbres bien empilés, devenus là de véritables fortins à prendre d’assaut ou défendre, une femme lave le linge dans une barque, des plongeurs remontent une bicyclette d’un enfant tombée dans la Seine, un homme lave sa voiture au bord de l’eau, un scaphandrier est équipé par deux aides de son casque et tout son harnachement, un homme en rase un autre, une jeune fille lit, des fillettes dansent la ronde, des étudiants assis écoutent l’un d’eux guitariste, un enfant fait ses premiers pas encadrés par le père, des mannequins prennent la pose pour un prochain numéro de magazine de mode, une femme promène ses chiens, des chiens se baignent.
C’est tout un petit peuple qui est montré, sans nom, sans origine et sans destination, dans un défilé de personnes de tous âges, des promeneurs, des jeunes femmes en robes de l’époque, de multiples pêcheurs, des hommes allongés qui somnolent au soleil, des peintres devant leur chevalet, des dessinateurs carnet de croquis en main.
C’est toute une poésie d’images qui se développe, faite de ces saynètes et portraits humains, et aussi du monde des choses, la corde que l’on enroule autour du bite d’amarrage, le linge qui sèche sur le pont d’une péniche venant dans l’autre sens, le ballet des grues qui découpent leurs squelettes sur le ciel blanc, le lent défilement des façades, et le sillage de la péniche qui blanchit d’écume la surface du fleuve.
On retrouve sur les chaussées bordant l’eau les voitures de la période, Arondes, 203, 403, Tractions, Dauphines, Panhard, 2cv Citroën, 4cv Renault… les cyclistes et les bus.
Ainsi tout se mêle, le fleuve, sa surface calme ou marquée des sillages ou des gouttes de pluie, les pavés des quais, les façades d’immeubles, les Parisiens surpris par l’objectif, tout s’harmonise dans la succession des cadrages d’André Dumaître et Philippe Brun dont la plupart auraient pu être des clichés signés Robert Doisneau ou l’un de ses émules du temps.
Quand la nuit tombe, commence le jeu des lumières sur un fond d’obscurité, les halos des réverbères, les reflets sur l’eau du fleuve, une dernière ombre humaine dans l’encadrement d’une fenêtre éclairée.
La péniche sort de Paris et retrouve les rives boisées de la campagne baignée de brume dans les heures du petit matin.
Le chanteur Serge Reggiani égrène les vers de Jacques Prévert sur une musique de Philippe-Gérard.

## Fiche technique
- Titre : La Seine a rencontré Paris
- Réalisation : Joris Ivens
- Scénario : Joris Ivens, sur une idée de Georges Sadoul, poème de Jacques Prévert
- Photographie : André Dumaître
- Musique : Philippe-Gérard
- Montage : Gisèle Chézeau
- Pays d'origine :  France
- Format : Noir et blanc
- Durée : 30 minutes
- Date de sortie : 1957

## Distribution
- Serge Reggiani (voix)

## Récompense
- Palme d'or du court métrage au Festival de Cannes 1958[1]